# Plaza Regocijo
La Plaza Regocijo o Kusipata (quechua: Cusi, alegría, Pata, espacio) es una plaza pública ubicada en el centro histórico de Cusco, Perú. Cuenta con árboles y una fuente. En su alrededor se encuentra el Palacio del Cabildo así como el edificio del antiguo hotel de turistas y otras casonas coloniales como la Casa de Garcilaso de la Vega y la Casa de Illán Suárez de Carbajal.
Desde 1972 la plaza forma parte de la Zona Monumental del Cusco declarada como Monumento Histórico del Perú. Asimismo, en 1983 al ser parte del casco histórico de la ciudad del Cusco, forma parte de la zona central declarada por la UNESCO como Patrimonio Cultural de la Humanidad.

## Historia
La plaza formó parte de Huacaypata, la antigua plaza inca. En 1555, el corregidor del Cusco Sebastián Garcilaso de la Vega autorizó la construcción de edificios en medio del Huacaypata generando de esa manera las manzanas ubicadas actualmente entre las calles Espaderos, Del medio, Mantas, Heladeros y Espinar así como las actuales Plazas de Armas y la entonces denominada Plaza de Tlanguis que ocupaba el espacio de la actual plaza Regocijo, la plazoleta Espinar y el solar que hoy ocupa el edificio del antiguo Hotel de Turistas del Cusco y donde primero se levantó la Casa de Moneda del Cusco. Con la construcción de esta última, la plaza Regocijo quedó reducida y separada de la Plazoleta Espinar a la que da frente el Basílica de La Merced.

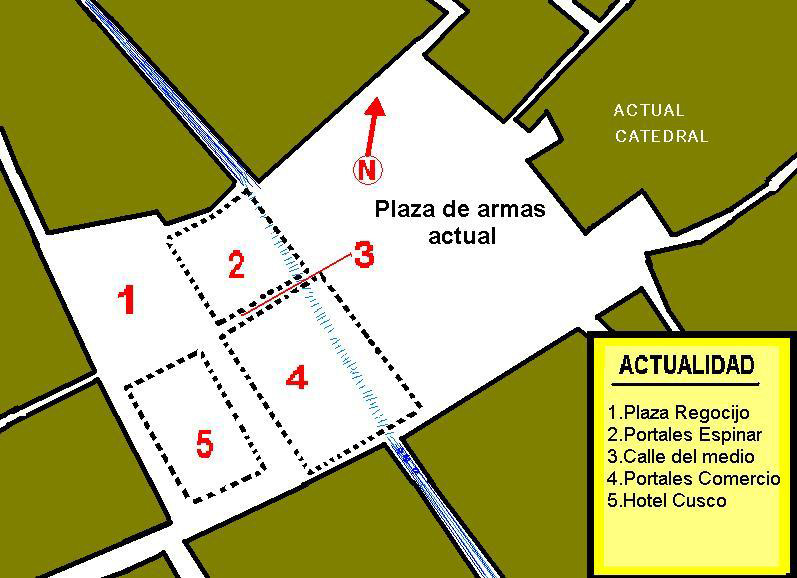
Construcciones existentes en la antigua Huacaypata y que forman el centro del Cusco actualmente.

Desde 1560, dicha plaza alojó en su manzana norte el edificio del Cabildo del Cuzco y fue conocida como Plaza Cabildo. La extensión fue utilizada para festividades civiles, teatrales y plaza de toros. En el siglo XVIII, después de la rebelión de Túpac Amaru II, esta plaza fue el lugar del suplicio de su hermano Diego Cristóbal Túpac Amaru.

## Entorno
En la actualidad, la principal edificación en la plaza es Cabildo que antiguamente alojó la Prefectura del Cusco y la Alcaldía. Actualmente sigue ocupando el lado norte de la plaza y, aunque forma aún parte de la Municipalidad del Cusco, su actual función es la de la sede del Museo de Arte Contemporáneo de Cusco y centro de convenciones. Al lado oeste, desde la Casa Lercaros, se encuentra el Portal Espinar ocupado por tiendas minoristas de souvenirs. Al lado sur, en la Calle del Medio, se encuentra el antiguo edificio del Hotel de Turistas del Cusco ocupado por restaurantes. 
Al lado oeste se extiende la calle Heladeros. En la esquina sureste, frente al cruce de Heladeros con la Calle Garcilaso se levanta la Casa de Garcilaso de la Vega, sede del Museo Histórico Regional de Cusco. Esa construcción fue, durante la época colonial, el lugar donde nació y vivió su infancia el Inca Garcilaso de la Vega. En la siguiente cuadra se encuentran la Casa del Truco y la Casa de Miota que alojan tanto hoteles como restaurantes.

#### Libros y publicaciones
- Angles Vargas, Víctor (1983). Historia del Cusco Cusco Colonial Tomo II Libro Segundo. Lima: Industrialgrafica S.A.
- Walker, Charles (2015). La rebelión de Túpac Amaru (primera edición). Lima: IEP. ISBN 978-9972-51-524-8. ISSN 1019-4533.